# Bud Abbott
William Alexander Abbott bedre kendt som Bud Abbott (2. oktober 1897 i Asbury Park, New Jersey, USA – 24. april 1974 i Woodland Hills, Californien) var en amerikansk skuespiller, filmproducent og komiker kendt fra film, radio og tv.
Han er mest kendt, sammen med Lou Costello, som komikerparret Abbott og Costello.
De optrådte sammen i perioden 1931-57. Lou Costello døde i 1959.
Bud Abbott har fået tre stjerner på Hollywood Walk of Fame for sin indsats indenfor underholdning i radio, tv og på film.